# Carnarvon
Carnarvon es un pueblo costero ubicado en la costa noroeste del estado australiano de Australia Occidental, a unos 900 km al norte de Perth. Está ubicado en la desembocadura del río Gascoyne y forma parte de la región del mismo nombre. El popular Patrimonio de la Humanidad de la Bahía Shark y el Arrecife Ningaloo se encuentran al norte del pueblo. Según el censo de 2011, Carnarvon contaba con una población de 4.599 habitantes.

## Historia
El pueblo fue fundado en 1883, inicialmente como un puerto y centro de suministros para la región aledaña, y actualmente es el centro administrativo del Shire de Carnarvon. Fue oficialmente incorporado el 4 de junio de 1891. Recibió su nombre en honor a Henry Herbert de Carnarvon, el Subsecretario de Estado para las Colonias.
Carnarvon ha tenido tres sistemas de tranvía a lo largo de su historia. El primero, mostrado en un mapa del Departamento de Obras Públicas, se trataba de una cortísima línea que se extendía desde la zona de desembarco en el río, cruzaba la terraza aluvial de Olivia y terminaba en una choza al otro lado del camino. El carro utilizado en esta línea supuestamente funcionaba a fuerza manual, aunque también existe evidencia de que haya utilizado el viento. El segundo tranvía, construido entre 1886 y 1887, iba desde la terraza de Olivia en una línea recta hasta el espigón, el cual se encontraba a medio camino entre Mangrove Point y Conspicuous Clump. Era tirado por caballos. La tercera línea de tranvía, y que aún sobrevive parcialmente, fue completada el 9 de noviembre de 1900. Va desde el centro del pueblo, cruza la isla Babbage y termina en el espigón, mar adentro. Fue construida con un ancho de vía de 610mm. Tenía 3,3 km de longitud. Debido a las pesadas cargas de lana que eran transportadas en una vía férrea tan ligera, se decidió que la línea se debía convertir a un ancho de 1.067mm en 1908-09. Esta línea era utilizada por una locomotora a vapor. El tranvía dejó de funcionar en 1965. La Asociación de Líneas de Tren Ligeras de Carnarvon ahora opera trenes a lo largo de líneas restauradas en el espigón.
En 2013, el pueblo se vio amenazado por un incendio forestal al noreste de la localidad. El fuego se esparció sin control debido a los fuertes vientos, provocando incendios entre las plantaciones de banana. Finalmente fue controlado un día después, pero destruyó 1.400 hectáreas de áreas verdes, incluyendo 20 construcciones; las plantaciones solo sufrieron daños menores.

## Economía
Las principales actividades económicas de la zona incluyen:
- minería; existe una mina de sal cerca del Lago MacLeod.
- agricultura, en especial bananas y tomates.
- ganadería, en particular la producción de lana, ganado vacuno y cabras.
- pesca (principalmente camarones).
- tourismo.

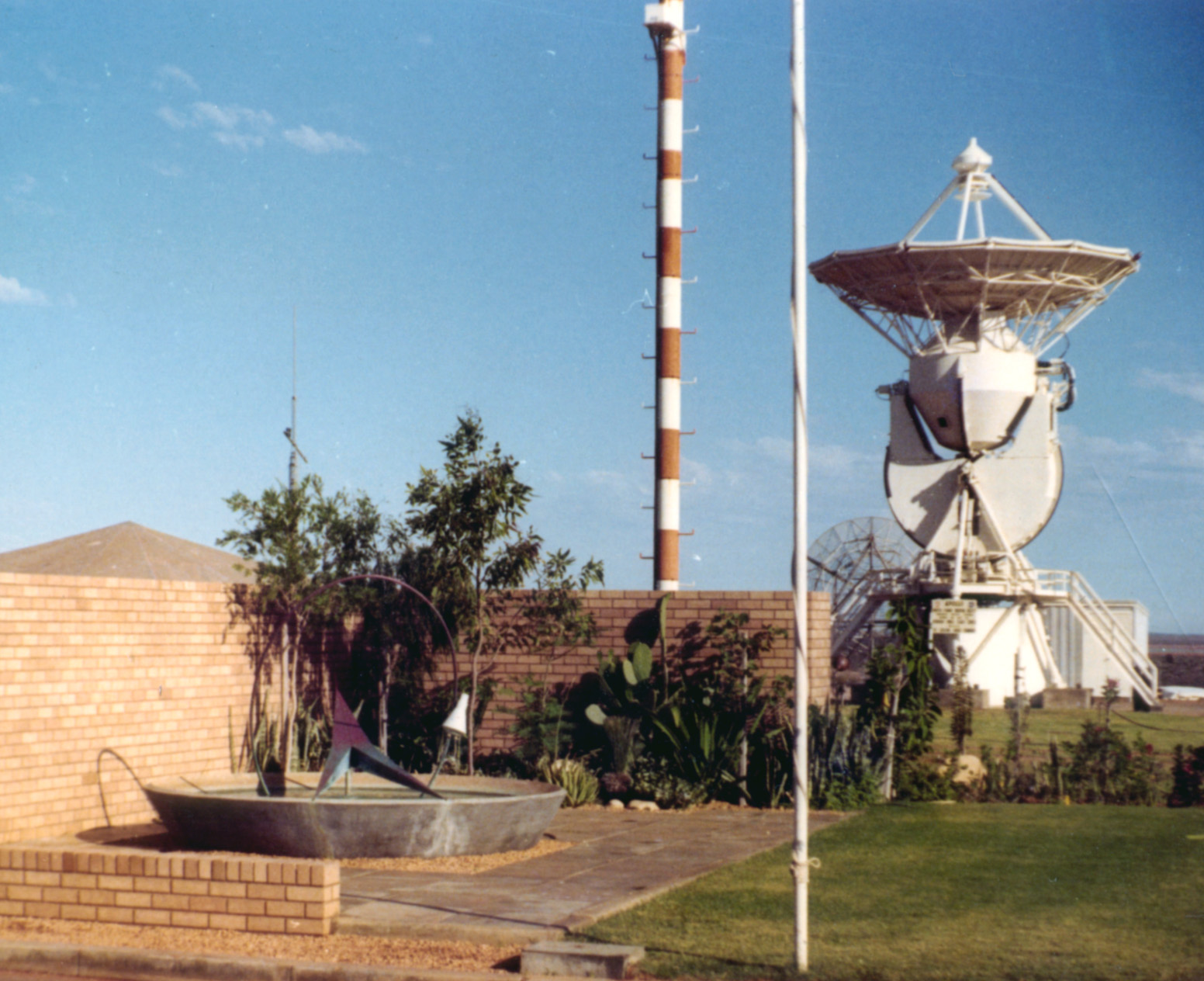
Estación de Rastreo de la NASA c. 1969

Durante los años 1960, la NASA estableció una estación de rastreo en las cercanías del pueblo para servir como apoyo para los programas espaciales Gemini y Apollo. La estación fue clausurada a mediados de los años 1970. Actualmente solo quedan los cimientos de lo que anteriormente fue un sitio histórico.
Entre 1964 y 1965, se lanzaron desde Carnarvon 12 cohetes, a una altitud máxima de 120 km.
Radio Australia contaba con una estación repetidora de onda corta (construida en los años 1970) que utilizaba para retransmitir su programación a Europa y al sur y sudeste de Asia.

## Educación
Existen seis escuelas en el pueblo; una de ellas católica, cuatro del Departamento de Educación de Australia Occidental. Estas son: St Mary's Star of the Sea Catholic School, que fue construida en 1906, Carnarvon Senior High School, East Carnarvon Primary School, Carnarvon Primary School, Carnarvon School of the Air y Carnarvon Christian School

## Clima
Carnarvon tiene un clima semiárido. La precipitación anual promedio es de 226mm, siendo los meses más lluviosos (y en donde la lluvia cae con más consistencia) entre mayo y julio. Ocasionalmente, los ciclones tropicales pueden influenciar el clima en Carnarvon y traen consigo fuertes lluvias, altas temperaturas y fuertes vientos, pero además de esta errática fuente de lluvia, los veranos son mayormente secos. Las temperaturas oscilan entre un máximo de 33 °C en febrero y 22 °C en julio. Las mínimas son de 23 °C y 11 °C respectivamente.
| Parámetros climáticos promedio de Carnarvon | Parámetros climáticos promedio de Carnarvon | Parámetros climáticos promedio de Carnarvon | Parámetros climáticos promedio de Carnarvon | Parámetros climáticos promedio de Carnarvon | Parámetros climáticos promedio de Carnarvon | Parámetros climáticos promedio de Carnarvon | Parámetros climáticos promedio de Carnarvon | Parámetros climáticos promedio de Carnarvon | Parámetros climáticos promedio de Carnarvon | Parámetros climáticos promedio de Carnarvon | Parámetros climáticos promedio de Carnarvon | Parámetros climáticos promedio de Carnarvon | Parámetros climáticos promedio de Carnarvon |
| Mes                                         | Ene.                                        | Feb.                                        | Mar.                                        | Abr.                                        | May.                                        | Jun.                                        | Jul.                                        | Ago.                                        | Sep.                                        | Oct.                                        | Nov.                                        | Dic.                                        | Anual                                       |
| ------------------------------------------- | ------------------------------------------- | ------------------------------------------- | ------------------------------------------- | ------------------------------------------- | ------------------------------------------- | ------------------------------------------- | ------------------------------------------- | ------------------------------------------- | ------------------------------------------- | ------------------------------------------- | ------------------------------------------- | ------------------------------------------- | ------------------------------------------- |
| Temp. máx. abs. (°C)                        | 47.7                                        | 46.9                                        | 47.8                                        | 41.1                                        | 37.1                                        | 31.8                                        | 30.7                                        | 31.6                                        | 38.4                                        | 42.4                                        | 43.4                                        | 45.4                                        | 47.8                                        |
| Temp. máx. media (°C)                       | 31.3                                        | 32.5                                        | 31.6                                        | 29.1                                        | 26.2                                        | 23.4                                        | 22.3                                        | 23.0                                        | 24.4                                        | 26.0                                        | 27.6                                        | 29.3                                        | 27.2                                        |
| Temp. mín. media (°C)                       | 22.5                                        | 23.4                                        | 22.1                                        | 19.1                                        | 14.9                                        | 12.3                                        | 10.9                                        | 11.6                                        | 13.8                                        | 16.4                                        | 18.6                                        | 20.6                                        | 17.2                                        |
| Temp. mín. abs. (°C)                        | 15.9                                        | 17.1                                        | 13.2                                        | 9.5                                         | 6.1                                         | 3.6                                         | 2.4                                         | 3.5                                         | 5.9                                         | 8.1                                         | 10.7                                        | 14.0                                        | 2.4                                         |
| Lluvias (mm)                                | 12.3                                        | 20.6                                        | 16.2                                        | 14.1                                        | 35.2                                        | 37.6                                        | 45.3                                        | 18.0                                        | 5.6                                         | 5.3                                         | 4.1                                         | 5.7                                         | 220                                         |
| Días de lluvias (≥ 0.2mm)                   | 2.0                                         | 2.5                                         | 2.1                                         | 2.7                                         | 5.0                                         | 7.3                                         | 7.2                                         | 5.1                                         | 3.0                                         | 2.2                                         | 1.3                                         | 0.7                                         | 41.1                                        |
| Fuente: Bureau of Meteorology               |                                             |                                             |                                             |                                             |                                             |                                             |                                             |                                             |                                             |                                             |                                             |                                             |                                             |